# Тобісіма (Айті)

Тобіші́ма (яп. 飛島村, とびしまむら, МФА: [tobʲiɕima muɾa]?) — село в Японії, в повіті Ама префектури Айті. Розташоване в північно-західній частині префектури.  Площа становить 22,53 км². Станом на 1 серпня 2011 року населення складало 4571  осіб, густота населення — 203 осіб/км².   